# Морская камбала
Морска́я ка́мбала (лат. Pleuronectes platessa) — морская лучепёрая рыба семейства камбаловых (Pleuronectidae). Отличается сильно сплющенным телом и расположением глаз на одной стороне. Обладает способностью к мимикрии. В процессе развития от икринки до молоди плавает как все обычные рыбы. Однако при достижении определённого размера происходит метаморфоз, и её глаз сдвигается на правый бок. Ценная промысловая рыба.

## Описание
Форма тела взрослых особей овальная, тело сильно сжато в дорсо-вентральном направлении. Голова небольшая, составляет менее четверти длины всей рыбы. Маленький рот находится спереди головы, верхняя челюсть находится чуть ниже правого глаза.
Оба глаза находятся на правой стороне тела, позади них располагается костный гребень (отличительный признак этого вида). Боковая линия проходит чуть выше грудного плавника. Анальный плавник имеет от 48 до 61 мягких лучей, спинной плавник — от 65 до 84 мягких лучей, в грудных плавниках от 7 до 14 мягких лучей, а в брюшных плавниках — 6 мягких лучей.
Глазная сторона тела морской камбалы оливково-коричневая с заметными, беспорядочно расположенными пятнами оранжевого или жёлтого цвета. Слепая сторона тела белая. Кожа гладкая, ровная, с небольшими чешуйками.
Максимальная длина может доходить до 1 метра, средняя — 50—60 см. Наибольшая зарегистрированная масса тела составляет 7 кг. Продолжительность жизни до 50 лет.

## Ареал
Распространены в восточной части Атлантического океана от Баренцева до Средиземного моря, встречаются в прибрежных водах Гренландии. В некоторых местах (например, в Ирландском море) эта рыба является основным объектом промысла.

## Биология
Морская, придонная рыба. Обитает над песчаными и илистыми грунтами на континентальном шельфе, чаще на малых глубинах (10—50 м), днём старается скрываться от врагов, зарывшись в осадок. Иногда морская камбала может погружаться в более глубокие (до 200 метров) слои. Молодь держится у берега на мелководье.
Рыба может переносить резкие колебания солёности воды и выживать в слабосолёных и даже пресных водоёмах.

## Питание
Наиболее активны в дневное время. Основной пищей являются полихеты, ракообразные и двустворки. Молодые (1—2 года) особи кормятся креветками и прочими мелкими рачками.

## Размножение и развитие
Основные нерестилища в Северном море расположены в районах Южной бухты и на востоке Ла-Манша.
Половая зрелость самок наступает к 3—7 годам (в Северном море чаще всего к 3—4). Развитие икры происходит с августа по сентябрь и с декабря по май. Икра выходит партиями в течение 3—5 дней. Плодовитость варьируется от 24 до 600 тысяч икринок, зависит от возраста и размера особей, а также существенно варьируется в разные годы.
Инкубационный период продолжается от 30 до 45 суток в зависимости от температуры воды. Личинки ведут планктонный образ жизни. Через 40—45 суток после вылупления начинается метаморфоз, приводящий к асимметрии. Это может занимать до 10 дней.
Молодые неполовозрелые особи обитают на мелких прибрежных пляжах, причём самые молодые рыбы обитают почти у уреза воды и на мелях. В течение первого года жизни неполовозрелые рыбы будут оставаться на мелководье до 7 месяцев. Иногда в таких местах можно заметить рыб старших категорий (l+ и ll+), но подобные случаи редки.

## Хозяйственное значение
Морская камбала является ценной промысловой рыбой. В 1980-е годы мировые уловы превышали 200 тысяч тонн. В 2005—2014 годах варьировались от 74 тысяч до 109 тысяч тонн. Больше всех ловят Нидерланды и Дания. Российский вылов в 1990-е годы не превышал 5 тысяч тонн. Промысел ведётся донными тралами, или Снюрреводами. Реализуется в свежем и замороженном виде.

## В кулинарии
Морская камбала пользуется большой популярностью в кулинарии. В частности, у датчан она составляет большую часть рыбы, употребляемой в пищу. Часто филе камбалы зажаривается в кляре и/или панировке; отбивные подают с картофелем фри и в бутербродах с морепродуктами.